# 江湖悲劇
《江湖悲劇》（英語：Fooling Around Jiang Hu；原名《江湖喜劇》）是一部2016年的香港電影，亦是林超榮首次執導的電影；譚詠麟、戚美珍、陳小春、伍詠薇、蔡瀚億、談善言、蔡潔主演。

## 演員表

### 主演
- 譚詠麟 飾 金銀倫
- 戚美珍 飾 陸玲
- 陳小春 飾 龍山
- 伍詠薇 飾 龍山嫂
- 蔡瀚億 飾 小東
- 談善言 飾 阿拔
- 蔡潔 飾 明月

### 客串
- 宣萱
- 李思欣
- 羅霖
- 陸詩韻
- 盧海鵬
- 林盛斌
- 林超榮
- 許雅婷
- 唐貝詩
- 陳百祥
- 蔚雨芯
- 和泉素行

## 影評
該片在香港《蘋果日報》舉辦的第12屆「金話梅電影選舉」（電影評選活動，讓讀者選出年度最爛的華語電影）獲得4項提名，最終由譚詠麟獲最爛男演員獎。
以下是部分網民的意見：
- 《江湖悲劇》是2016最爛港產片，甚至「媲美」《天機·富春山居圖》。[2]
- 《江湖悲劇》裡面的「悲劇」原來是說坐那裡看完整部戲的觀眾。[2]
- 不要浪費金錢看這電影，完全覺得套戲牛頭不答馬咀，沒有內容亦沒有主旨。[3]
- 電影看到一半有一半人走了，你若留到完場說得出整場戲做甚麼我便佩服你。[3]
- 電影水平仍是超乎觀眾的想像空間。首先，觀眾不能對此片當作電影看待，因為每幕的場面幾乎不太看出有甚麼連貫性，而電節奏的失誤，相信連一般新手也難以犯下。[4]
- 「說到鏡頭運用，基本上是電影學院的反面教材示範。電影逾半的情節均使用近鏡，幾乎連整個人臉也看不到，但是一眾年過五十的演員的厚粉底與歲月痕跡卻表露無遺。」[4]
- 電影很多情節已經沒法用常理解釋，好似談善言飾演嘅警察可以在執勤期間當街吃薯條、譚詠麟手上的紋身只是用蠟筆畫出來等等。[5]
- 電影拍攝上犯了嚴重錯失，絕大部份的鏡頭擺位反映林超榮完全不懂得什麼叫分鏡。[5]
- （林超榮）作為影評人，竟然可以在處女作犯上各樣低級錯誤，令這電影真正變成投資者同觀眾的「悲劇」。[5]

## 外部連結
- 香港影庫上《江湖悲劇》的資料（繁體中文）
- 開眼電影網上《江湖悲劇》的資料（繁體中文）
- 豆瓣电影上《江湖悲劇》的資料 （简体中文）
- 互联网电影数据库（IMDb）上《江湖悲劇》的资料（英文）